# Герметическое братство света
Герметическое братство света (англ. Hermetic Brotherhood of Light) — мистическое общество, произошедшее от организации «Братья света» (Frates Lucis), по другому именуемой «Азиатские бpатья» или «Посвящённые братья семи городов Азии», она возникла в конце XVIII века (в свою очередь, происходит от немецкого Орден золотого и розового креста. Братство было основано в Бостоне в начале 70-х годов XIX века Паскалем Беверли Рендольфом.
«Орден Рэндольфа» претендовал на происхождение от Ордена розенкрейцеров (по хартии «Верховной великой ложи Франции») и учил западному оккультизму, духовному целительству и принципам очищения расы посредством спиpитyализации секса.
Одним из членов «Братства света» был австрийский химик и оккультист Карл Кельнер.
Герметическое «Братство света» было также связано с Герметическим братством Луксора — мистическим орденом, впервые публично появившимся в Англии в 1884 году под покровительством Макса Теона.
Согласно Теодору Ройссу в 1917 году по Конституции О.Т.О. статье 1, раздел 1:
«В соответствии со стилем и названием: «Древний орден восточных тамплиеров», организация, ранее известная как „Герметическое братство света“, была реорганизована и восстановлена. Эта восстановленная ассоциация является международной организацией и в дальнейшем именуется O.T.O.».